# Névnap

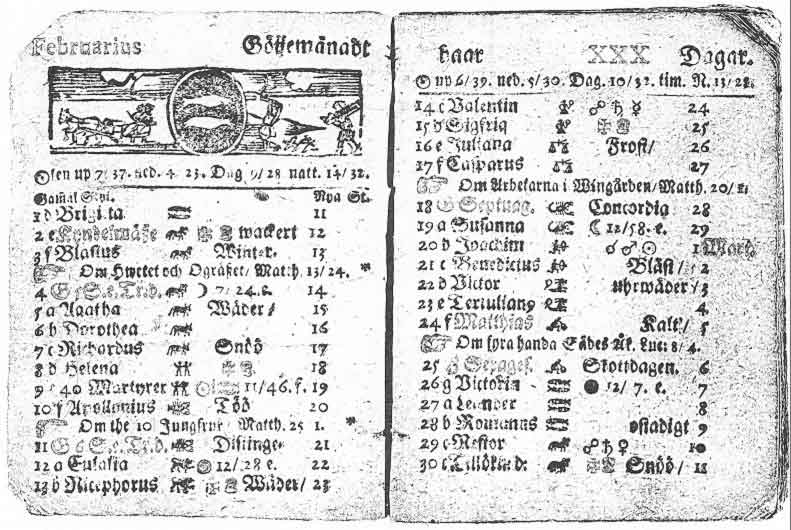
Február havi névnaplista az 1712-es rendhagyó svéd kalendáriumból (érdekesség, hogy van benne február 30. is)

A világ bizonyos részein a születésnap mellett a névnap megünneplése is szokás. Ekkor az adott naptári naphoz tartozó keresztnevet viselő személyt a családja, barátai megünneplik. A névnapok egy része a szentek egyházi ünnepnapján alapul. A névnap, mint minden más jeles nap, alkalom az ünneplésre. Egyes nevekhez verses gyűjtemények és névnapi köszöntők, rigmusok továbbá tréfás szólások, kifejezések kapcsolódnak.
A névnapok ünneplése számos nép körében elterjedt. A magyarok hagyományosan felköszöntik a családtagjaikat, munkatársaikat, ismerőseiket névnapjukon, bár a névnap általában kevésbé fontos mint a születésnap. A családtagok, barátok gyakran meg is ajándékozzák egymást a névnapjukon, a nőket általában virággal vagy kisebb ajándékkal. A magyarokon kívül megünneplik a névnapokat például a csehek, lengyelek, románok, szlovákok, valamint a skandináv és a balti országok lakói. Egyes országokban a névnap ugyanolyan fontos ünnep, mint a születésnap (pl. Lengyelországban). 
Nem ünnepelnek névnapot viszont például az angolszász országokban, Franciaországban, Hollandiában. A balkáni országok közül az ortodox hagyományú népeknél (pl. bolgárok, görögök, szerbek) az egyes szentek ünnepnapján elterjedt szokás a névnap ünneplése, azonban egyes katolikus népeknél (pl. horvátok, szlovének) ugyanakkor a névnap ünneplése mára kiment a divatból.

## Magyarország
Magyarországon általános szokás megünnepelni a névnapot, azonban az kevésbé jelentős és kevésbé személyes, mint a születésnap, ugyanis szélesebb körben köszöntik fel az embert, és csekélyebb külsőségekkel.

### Hivatalos nyilvántartása
Habár Magyarországon valamennyi adható utónevet a Magyar Tudományos Akadémia Nyelvtudományi Intézetének kell engedélyeznie, a névnapok kijelölésére nincs központi szerv, vagyis tulajdonképpen a naptárban lévő névnapok nem hivatalosak. Arról, hogy egy új névnek mikor legyen a napja, a naptárkészítők, például az egyházak döntenek, annak okán, hogy a névnapok eredetileg is valamilyen szent ünnepéhez kötődtek.

## Fordítás
- Ez a szócikk részben vagy egészben  a   Name day című angol Wikipédia-szócikk fordításán alapul.  Az eredeti cikk szerkesztőit annak laptörténete sorolja fel. Ez a jelzés csupán a megfogalmazás eredetét és a szerzői jogokat jelzi, nem szolgál a cikkben szereplő információk forrásmegjelöléseként.